# مدار ۷۳ درجه شمالی
مدار ۷۳ درجه شمالی، دایره‌ای از عرض جغرافیایی است که در ۷۳ درجهٔ شمالی خط استوا  قرار دارد.

## گذر از مناطق
از نصف‌النهار مبدأ شروع می‌شود و به سمت مشرق ۷۳ درجه شمالی از موارد زیر گذر می‌کند:
| مختصات‌ها                                             | کشور، قلمرو یا دریا     | توضیحات                                            |
| ---------------------------------------------------- | ----------------------- | -------------------------------------------------- |
| ۷۳°۰′ شمالی ۰°۰′ شرقی / ۷۳٫۰۰۰°شمالی ۰٫۰۰۰°شرقی      | اقیانوس اطلس            | دریای گرینلند دریای نروژ                           |
| ۷۳°۰′ شمالی ۲۱°۵۱′ شرقی / ۷۳٫۰۰۰°شمالی ۲۱٫۸۵۰°شرقی   | دریای بارنتز            |                                                    |
| ۷۳°۰′ شمالی ۵۳°۵′ شرقی / ۷۳٫۰۰۰°شمالی ۵۳٫۰۸۳°شرقی    | روسیه                   | نوایا زملیا - Yuzhny Island                        |
| ۷۳°۰′ شمالی ۵۶°۱۹′ شرقی / ۷۳٫۰۰۰°شمالی ۵۶٫۳۱۷°شرقی   | دریای کارا              |                                                    |
| ۷۳°۰′ شمالی ۷۰°۳′ شرقی / ۷۳٫۰۰۰°شمالی ۷۰٫۰۵۰°شرقی    | روسیه                   | Southernmost point of Bely Island                  |
| ۷۳°۰′ شمالی ۷۰°۵′ شرقی / ۷۳٫۰۰۰°شمالی ۷۰٫۰۸۳°شرقی    | دریای کارا              | Malygina Strait                                    |
| ۷۳°۰′ شمالی ۷۴°۵′ شرقی / ۷۳٫۰۰۰°شمالی ۷۴٫۰۸۳°شرقی    | روسیه                   | Shokalsky Island                                   |
| ۷۳°۰′ شمالی ۷۴°۴۰′ شرقی / ۷۳٫۰۰۰°شمالی ۷۴٫۶۶۷°شرقی   | دریای کارا              | گذرکردن از جنوب Neupokoyeva Island, روسیه          |
| ۷۳°۰′ شمالی ۷۸°۵۸′ شرقی / ۷۳٫۰۰۰°شمالی ۷۸٫۹۶۷°شرقی   | روسیه                   | Sibiryakov Island                                  |
| ۷۳°۰′ شمالی ۷۹°۲۲′ شرقی / ۷۳٫۰۰۰°شمالی ۷۹٫۳۶۷°شرقی   | دریای کارا              |                                                    |
| ۷۳°۰′ شمالی ۸۰°۴۸′ شرقی / ۷۳٫۰۰۰°شمالی ۸۰٫۸۰۰°شرقی   | روسیه                   |                                                    |
| ۷۳°۰′ شمالی ۱۲۰°۷′ شرقی / ۷۳٫۰۰۰°شمالی ۱۲۰٫۱۱۷°شرقی  | دریای لاپتف             | Olenyok Gulf                                       |
| ۷۳°۰′ شمالی ۱۲۲°۱۳′ شرقی / ۷۳٫۰۰۰°شمالی ۱۲۲٫۲۱۷°شرقی | روسیه                   | رود لنا                                            |
| ۷۳°۰′ شمالی ۱۲۹°۳۱′ شرقی / ۷۳٫۰۰۰°شمالی ۱۲۹٫۵۱۷°شرقی | دریای لاپتف             |                                                    |
| ۷۳°۰′ شمالی ۱۳۹°۴۰′ شرقی / ۷۳٫۰۰۰°شمالی ۱۳۹٫۶۶۷°شرقی | دریای سیبری شرقی        | گذرکردن از جنوب Great Lyakhovsky Island, روسیه     |
| ۷۳°۰′ شمالی ۱۷۳°۵۲′ شرقی / ۷۳٫۰۰۰°شمالی ۱۷۳٫۸۶۷°شرقی | اقیانوس منجمد شمالی     |                                                    |
| ۷۳°۰′ شمالی ۱۴۵°۲۹′ غربی / ۷۳٫۰۰۰°شمالی ۱۴۵٫۴۸۳°غربی | دریای بوفورت            |                                                    |
| ۷۳°۰′ شمالی ۱۲۴°۳۶′ غربی / ۷۳٫۰۰۰°شمالی ۱۲۴٫۶۰۰°غربی | کانادا                  | نورت‌وست تریتوریز - جزیره بنکس                      |
| ۷۳°۰′ شمالی ۱۱۷°۳۵′ غربی / ۷۳٫۰۰۰°شمالی ۱۱۷٫۵۸۳°غربی | Prince of Wales Strait  |                                                    |
| ۷۳°۰′ شمالی ۱۱۶°۴۴′ غربی / ۷۳٫۰۰۰°شمالی ۱۱۶٫۷۳۳°غربی | کانادا                  | نورت‌وست تریتوریز - Victoria Island                 |
| ۷۳°۰′ شمالی ۱۱۴°۱′ غربی / ۷۳٫۰۰۰°شمالی ۱۱۴٫۰۱۷°غربی  | Richard Collinson Inlet |                                                    |
| ۷۳°۰′ شمالی ۱۱۳°۶′ غربی / ۷۳٫۰۰۰°شمالی ۱۱۳٫۱۰۰°غربی  | کانادا                  | نورت‌وست تریتوریز - Victoria Island                 |
| ۷۳°۰′ شمالی ۱۱۲°۵۳′ غربی / ۷۳٫۰۰۰°شمالی ۱۱۲٫۸۸۳°غربی | Wynniatt Bay            |                                                    |
| ۷۳°۰′ شمالی ۱۱۰°۳۵′ غربی / ۷۳٫۰۰۰°شمالی ۱۱۰٫۵۸۳°غربی | کانادا                  | نورت‌وست تریتوریز - Victoria Island                 |
| ۷۳°۰′ شمالی ۱۱۰°۱۸′ غربی / ۷۳٫۰۰۰°شمالی ۱۱۰٫۳۰۰°غربی | Hadley Bay              |                                                    |
| ۷۳°۰′ شمالی ۱۰۸°۷′ غربی / ۷۳٫۰۰۰°شمالی ۱۰۸٫۱۱۷°غربی  | کانادا                  | نوناووت - Victoria Island و جزیره استفانسون        |
| ۷۳°۰′ شمالی ۱۰۵°۰′ غربی / ۷۳٫۰۰۰°شمالی ۱۰۵٫۰۰۰°غربی  | M'Clintock Channel      |                                                    |
| ۷۳°۰′ شمالی ۱۰۲°۳۰′ غربی / ۷۳٫۰۰۰°شمالی ۱۰۲٫۵۰۰°غربی | کانادا                  | نوناووت - Prince of Wales Island                   |
| ۷۳°۰′ شمالی ۱۰۱°۴۵′ غربی / ۷۳٫۰۰۰°شمالی ۱۰۱٫۷۵۰°غربی | Ommanney Bay            |                                                    |
| ۷۳°۰′ شمالی ۱۰۰°۲۵′ غربی / ۷۳٫۰۰۰°شمالی ۱۰۰٫۴۱۷°غربی | کانادا                  | نوناووت - Prince of Wales Island و Prescott Island |
| ۷۳°۰′ شمالی ۹۶°۳۵′ غربی / ۷۳٫۰۰۰°شمالی ۹۶٫۵۸۳°غربی   | Peel Sound              |                                                    |
| ۷۳°۰′ شمالی ۹۵°۴۵′ غربی / ۷۳٫۰۰۰°شمالی ۹۵٫۷۵۰°غربی   | کانادا                  | نوناووت - Somerset Island                          |
| ۷۳°۰′ شمالی ۹۱°۳۷′ غربی / ۷۳٫۰۰۰°شمالی ۹۱٫۶۱۷°غربی   | Prince Regent Inlet     |                                                    |
| ۷۳°۰′ شمالی ۸۹°۲۱′ غربی / ۷۳٫۰۰۰°شمالی ۸۹٫۳۵۰°غربی   | کانادا                  | نوناووت - جزیره بافین                              |
| ۷۳°۰′ شمالی ۸۶°۲۳′ غربی / ۷۳٫۰۰۰°شمالی ۸۶٫۳۸۳°غربی   | Admiralty Inlet         |                                                    |
| ۷۳°۰′ شمالی ۸۵°۲′ غربی / ۷۳٫۰۰۰°شمالی ۸۵٫۰۳۳°غربی    | کانادا                  | نوناووت - جزیره بافین                              |
| ۷۳°۰′ شمالی ۸۰°۳۷′ غربی / ۷۳٫۰۰۰°شمالی ۸۰٫۶۱۷°غربی   | Navy Board Inlet        |                                                    |
| ۷۳°۰′ شمالی ۸۰°۷′ غربی / ۷۳٫۰۰۰°شمالی ۸۰٫۱۱۷°غربی    | کانادا                  | نوناووت - جزیره بایلت                              |
| ۷۳°۰′ شمالی ۷۶°۱۵′ غربی / ۷۳٫۰۰۰°شمالی ۷۶٫۲۵۰°غربی   | خلیج بافین              |                                                    |
| ۷۳°۰′ شمالی ۵۵°۴۰′ غربی / ۷۳٫۰۰۰°شمالی ۵۵٫۶۶۷°غربی   | گرینلند                 | سرزمین اصلی و Geographical Society Island          |
| ۷۳°۰′ شمالی ۲۲°۲۶′ غربی / ۷۳٫۰۰۰°شمالی ۲۲٫۴۳۳°غربی   | اقیانوس اطلس            | دریای گرینلند دریای نروژ                           |